# ドイツ陸軍 (国防軍)
ドイツ陸軍（ドイツ語: Heer、直訳: 「陸軍」）は、1935年から1945年までの期間に設置されていたドイツ国防軍の陸軍である。
第二次世界大戦中に電撃戦やパックフロント、パンツァーカイルなど多くの新戦術を生み出し、開戦時の緒戦では圧倒的優位にあったが、大戦後期には物量の差により連合軍に対して劣勢に立たされた。

## 第二次世界大戦までの道程
ヴェルサイユ条約はドイツ陸軍は以下の制約を課された。
- 編制する師団の上限は7個歩兵師団、3個騎兵師団
- 軍司令部は2個まで、参謀本部は組織してはならない
- 兵力10万人まで、うち士官は4000人まで

また戦車の保有も禁止されていたが、戦車に関する研究は1920年代から続けられており、1931年から快速部隊兵監（Inspekteur der Schnelltruppen）オスヴァルト・ルッツ少将とハインツ・グデーリアン中佐が中心となって、戦車部隊の運用研究に取り組んでいた。農業用トラクターの名目で1号戦車が開発され、製造業者に戦車の開発、量産のノウハウを習得させた。乗員はソビエト連邦との密約によりソ連領の奥地カザンで養成されていた。I号戦車の正式発注はヒトラー政権の誕生した1933年であった。
1935年、ヒトラーはヴェルサイユ条約を破棄し、再軍備を宣言、翌年には非武装地帯であるフランス国境のラインラントに軍を進めた（ラインラント進駐）。この時に英仏は戦争も辞さないとの確固たる態度をとらなかった。ヒトラーはこの時のことを「自分の一生の中で最も神経を痛めた」と、回想している。ドイツはこれ以降主権回復の要求をエスカレートさせる。
陸軍上層部には、プロイセン陸軍以来の貴族階級（ユンカー：ドイツ騎士団の伝統を汲む地主の子弟）が多く、軍の地位が脅かされない限り、政治には中立的であった。しかしチェコスロバキア領内のドイツ人の多く居住するズデーテンラントのドイツ帰属を巡ったヒトラーが戦争も辞せずとイギリス・フランスと対立した1938年に戦争準備が充分でないとする陸軍参謀総長ルートヴィヒ・ベック大将を中心とする政府転覆計画が練られたが、英仏の譲歩により計画実施には至らなかった。
ポーランドへの侵攻を行った1939年9月時点でも、英仏の譲歩が予想されていた。これがイギリス・フランスとの長期にわたる戦争につながるとは誰も予想していなかった。

## 大戦初期

### ポーランド戦
初戦であるポーランド侵攻では、殲滅戦理論に基づいた全面攻勢によって、『東欧の大国』ポーランドをわずか27日で降伏に至らしめた。また当時世界最強と謳われていた騎兵旅団「ポモルスカ」を全滅させ、第二次世界大戦についで、戦車の力を世界に知らしめた。

### フランス戦
1940年の春には、ドイツ軍はデンマーク、ノルウェーを立て続けに占領した。その後のフランス戦では、ドイツ軍は、強固な『マジノ線』が敷かれていた独仏国境を避け、ベルギー、ルクセンブルクを制圧して通過することにより迂回してフランスに侵攻した。ドイツ軍は、その地形から機甲師団の通行は不可能と見なされ、防御が手薄になっていたアルデンヌの森を戦車を中心とする機甲師団で突破し、そのままベネルクス方面に展開する連合軍を包囲。怒涛の勢いで進軍するドイツ軍を前に連合軍は混乱に陥り、英仏軍は短期間で壊滅させられた。ドイツ軍は電撃戦によりフランスを圧倒し、第一次世界大戦時に四年の歳月を費やしても勝つことのできなかったフランスを、戦闘開始から僅か一ヶ月半で降伏させた。

### イギリス・バルカン半島
フランス降伏後、ドイツはイギリス本土上陸作戦（アシカ作戦）を計画したが、空軍による英本土攻撃（バトル・オブ・ブリテン）が失敗したため果たせなかった。まだその帰趨も明らかでなかった8月のうちに、スペインに領内通過を求めて英領ジブラルタルを攻略する計画も起草されたが、スペインの同意を得られず同年末までに立ち消えとなった。しかしそれらすべてと並行して、ヒトラーは同年7月末からソ連侵攻計画（バルバロッサ作戦）の検討も命じていた。
しかしイタリア軍のギリシャでの敗退により、1941年春、ドイツ軍はバルカン半島制圧に向かった。バルカン半島での戦闘は僅か3週間で決着が付いたが、バルカン侵攻はヒトラーにとって戦略上の大誤算であり、その後の対ソ連戦略に大きな影を落とした。
1940年8月から10月までに編成された歩兵師団群は、あらゆる任務に適するドイツ歩兵師団としては事実上最後のものとなった。1941年以降に編成された歩兵師団はフランス沿岸などの防衛用に戦力を削られたもので、それ以前に編成された師団を一つでも多く前線に送り出す交代用の師団か、壊滅した師団の兵員を中核とする再建師団であったから、ドイツの動員力はこのころひとつの限界に突き当たったと言えよう。戦時経済もこのころを境に、総力戦体制へと最後の傾斜を始める。

### ソ連侵攻　バルバロッサ作戦
1941年の6月にドイツは、当初の予定から1ヵ月遅れて対ソ連侵攻作戦バルバロッサ作戦（独ソ戦）を開始する。ソビエトは当時のドイツ戦車を圧倒できるT-34戦車やKV-1重戦車をすでに保有していたが、組織・運用面の問題が開戦で一気に露呈し、ドイツに序戦の快進撃を許した。
しかし広大なソビエトに散在する戦略目標群はドイツ首脳部を迷わせ、秋の雨がもたらす泥、そして冬将軍がドイツ軍の足を止めるまでに、ドイツはモスクワとレニングラードのいずれも奪取することができなかった。
1942年、ソビエトの春季攻勢が挫折すると、ドイツは南方で急進撃し、スターリングラードを攻撃するとともにコーカサス方面に戦線を広げた。しかし延び切った戦線を支えるだけの兵力はすでになく、旧式装備のルーマニア軍が強襲を受け、ドイツは第6軍を中心とする30万人の兵士を包囲され、失った。

### イタリアの敗北　北アフリカ戦
少し時間を遡って1941年2月12日、エジプトに侵攻し大規模な敗北を迎えたイタリア軍の救援のため、エルヴィン・ロンメル中将を指揮官としたドイツアフリカ軍団をリビアに送った。ロンメルは怒涛の進撃で戦線を押し戻していった。その後イギリス軍は圧倒的物量で敵を押しつぶす『バトルアクス作戦』および『クルセーダー作戦』を実行し物量に劣るドイツ・イタリア軍を押し戻していく。
連合軍は暗号解読の努力を地中海に集中し、海路の補給を妨害するとともに、豊富な補給で巻き返しを図った。1942年のエル・アラメイン戦を境に、ドイツ軍はここでも退潮を迎えた。

## 大戦中期

### クルスクの激闘
国内のために政治的な勝利を欲していたヒトラー（当初は現地の独軍司令官もだが）は東部戦線の突出部であるクルスク攻撃を企画する、この際の作戦でツァイツラー参謀総長、クルーゲ元帥の主張が通り、グデーリアン将軍やマンシュタイン元帥の提案はあまり考慮されず、ドイツ軍は強大な防御陣地を築いたソ連軍と闘わざるを得なかった。
戦力不足ながらもティーガー戦車によるパンツァーカイル戦法などで奮戦した。しかし結果的には大きな戦果を上げたものの、自軍もまた甚大な損害を受け、ほとんど前進できないまま撤退する結果となる。

### ソ連軍の反撃
クルスクの戦いで戦力が激減したドイツ東方軍に対し、ソ連は圧倒的な物量で反撃に出た。その戦力差はドイツ軍3個軍集団に対しソ連軍8個方面軍というまさに圧倒的な差であった。
ソ連の反撃は長期間にわたり、レニングラード、ハリコフ、キエフなどの重要な都市および軍事拠点は次々に奪還された。既にドイツ東方軍に組織的な機動防御力はなく、マンシュタイン元帥は全面撤退を要求するが、ヒトラーは逐次撤退しか認めず、クリミア半島の軍には死守命令を発令した。
後退するドイツ軍にとって天然の防衛線として映ったのは父なるドニエプル川である。1943年末には、ソビエトはキエフ付近でわずかにドニエプル以西の地を噛みとっていたに過ぎなかった。ソビエトはまず南方で攻勢に移り、春までにはウクライナの大部分を奪回してルーマニア国境を越えた。ヒトラーは敗戦の責任をマンシュタイン南方軍集団司令官に押し付け、1944年3月に罷免した。春の泥の季節を迎えたとき、ドイツ中央軍集団の戦線は不気味な突出部となっていたが、それに対応して何かをする力はもうドイツにはなかった。対応すべき別のものが、西方に迫っていたからである。

### チュニジアの戦いとアフリカ、シシリーの失陥
1942年11月、トーチ作戦によりアルジェに連合軍が上陸しフランス領チュニジアを脅かしたため、アフリカ軍団はエル・アラメインを引き払って長い退却行を開始し、リビアを放棄してチュニジアを確保した。一時は連合軍に大損害を与えて攻勢を頓挫させたものの、1943年5月にはチュニジアの全部隊が降伏する事態となった。連合軍はこれに続いてハスキー作戦を発動し、シシリー島を制圧した。本土の一部たるシシリー島を失ったイタリアではムッソリーニが失脚した。連合軍は9月にイタリア本土に上陸を開始し、直後にイタリア政府は降伏したが、ドイツが直ちにイタリアを占領して新政権をローマから追い、イタリア戦線が形成された。

### グスタフ・ライン、アンツィオ
山がちのイタリア半島を端から攻め上る格好となった連合軍は、ドイツ軍の粘り強い抵抗に前進速度を鈍らせた。特にローマ南方のグスタフ・ラインと呼ばれる防衛線はなかなか突破できず、ローマ攻略を阻んだ。連合軍はグスタフ・ラインを迂回してローマの南方50キロのアンツィオに上陸してローマ占領を目論んだ。ところが上陸時の指揮官が慎重すぎ、ドイツ軍に上陸地点を重囲する余裕を与えてしまった。ドイツ軍は長い消耗戦の末、1944年5月になってようやくアンツィオ包囲網とグスタフ・ラインを放棄したので、連合軍は1944年6月にローマ入城を果たすことができた。

## 大戦後期

### 人的資源の枯渇
ドイツ陸軍は多くのHiWi（補助志願者）をソビエト軍捕虜などから受け入れて非戦闘任務につかせたほか、志願者から成る歩兵や（後方のパルチザン対策に当たる）コサック騎兵を多数軍務につけた。徴兵年齢は引き下げられ、兵役期をとうに過ぎた成年男子も動員されたが、アメリカ・ソビエトといった敵国との人口差はカバーできず、量的な劣勢はぬぐえなかった。
小火器、戦車といった各種の兵器は、個々には性能で優れるものがあったが、ドイツはもはや生産能力と輸送能力を破壊され、戦局を転換させるほどの影響は持ち得なかった。

### 東部戦線の崩壊
1944年のバグラチオン作戦によってドイツ中央軍集団は崩壊し、北方のドイツ軍はリガに取り残された。ルーマニアは1944年8月に枢軸を離れ、ハンガリーは12月から首都を攻撃された。ドイツ軍は局地的にはソビエト軍に大損害を与えても、繰り返される攻撃に対して受け身になるほかなかった。

### 西部戦線
1944年6月のノルマンディー上陸作戦（オーバーロード作戦）、8月のドラグーン作戦によって、ドイツはフランスの北と南に上陸を受け、連合軍の航空優勢下をドイツ国境まで退却した。早期決着をあせったイギリス軍は一気にライン川を渡ろうと空挺作戦を仕掛け失敗し、バルジの戦いでは連合軍に予期せぬ損害を与えたものの、ドイツ陸軍は航空優勢を失って行動を制約され、個々の兵器や小部隊指揮官の熟達といった優位を生かせなかった。